# Gregor Sikošek
Gregor Sikošek (Brežice, 12 febbraio 1994) è un calciatore sloveno, difensore dell'HNK Gorica in prestito dal Maribor.

## Carriera

### Nazionale
Ha esordito con la nazionale slovena il 14 novembre 2016, nell'amichevole pareggiata per 1-1 contro la Polonia.

## Statistiche

### Presenze e reti nei club
Statistiche aggiornate al 22 maggio 2022.
| Stagione        | Squadra         | Campionato      | Campionato | Campionato | Coppe nazionali | Coppe nazionali | Coppe nazionali | Coppe continentali | Coppe continentali | Coppe continentali | Altre coppe | Altre coppe | Altre coppe | Totale | Totale |
| Stagione        | Squadra         | Comp            | Pres       | Reti       | Comp            | Pres            | Reti            | Comp               | Pres               | Reti               | Comp        | Pres        | Reti        | Pres   | Reti   |
| --------------- | --------------- | --------------- | ---------- | ---------- | --------------- | --------------- | --------------- | ------------------ | ------------------ | ------------------ | ----------- | ----------- | ----------- | ------ | ------ |
| 2011-2012       | Krško           | 2. SNL          | 3          | 1          | CS              | -               | -               | -                  | -                  | -                  | -           | -           | -           | 3      | 1      |
| 2012-2013       | Krško           | 2. SNL          | 1          | 0          | -               | -               | -               | -                  | -                  | -                  | -           | -           | -           | 1      | 0      |
| 2013-2014       | Krško           | 2. SNL          | 22         | 0          | -               | -               | -               | -                  | -                  | -                  | -           | -           | -           | 22     | 0      |
| 2014-2015       | Krško           | 2. SNL          | 24         | 1          | -               | -               | -               | -                  | -                  | -                  | -           | -           | -           | 24     | 1      |
| 2015-2016       | Krško           | 1. SNL          | 33         | 0          | -               | -               | -               | -                  | -                  | -                  | -           | -           | -           | 33     | 0      |
| Totale Krško    | Totale Krško    | Totale Krško    | 83         | 2          |                 | -               | -               |                    | -                  | -                  |             | -           | -           | 83     | 2      |
| 2016-gen. 2017  | Koper           | 1. SNL          | 18         | 0          | CS              | 1               | 0               | -                  | -                  | -                  | -           | -           | -           | 19     | 0      |
| gen.-giu. 2017  | Brøndby         | SL              | 4+6        | 0          | CD              | 3               | 0               | -                  | -                  | -                  | -           | -           | -           | 13     | 0      |
| lug.-ago. 2017  | Brøndby         | SL              | 1          | 0          | CD              | 0               | 0               | UEL                | 2                  | 0                  | -           | -           | -           | 13     | 0      |
| Totale Brøndby  | Totale Brøndby  | Totale Brøndby  | 11         | 0          |                 | 3               | 0               |                    | 2                  | 0                  |             | -           | -           | 16     | 0      |
| ago. 2017-2018  | Silkeborg       | SL              | 14+2       | 0          | CD              | 2               | 0               | -                  | -                  | -                  | -           | -           | -           | 18     | 0      |
| ago. 2018-2019  | Domžale         | 1. SNL          | 26         | 0          | CS              | 3               | 0               | -                  | -                  | -                  | -           | -           | -           | 29     | 0      |
| 2019-2020       | Domžale         | 1. SNL          | 22         | 1          | CS              | 2               | 0               | UEL                | 4                  | 1                  | -           | -           | -           | 28     | 2      |
| 2020-2021       | Domžale         | 1. SNL          | 28         | 2          | CS              | 1               | 0               | -                  | -                  | -                  | -           | -           | -           | 29     | 2      |
| Totale Domžale  | Totale Domžale  | Totale Domžale  | 76         | 3          |                 | 6               | 0               |                    | 4                  | 1                  |             | -           | -           | 86     | 4      |
| 2021-2022       | Maribor         | 1. SNL          | 33         | 0          | CS              | 1               | 1               | UEL                | 3                  | 0                  | -           | -           | -           | 37     | 1      |
| Totale carriera | Totale carriera | Totale carriera | 235+2      | 5          |                 | 12              | 1               |                    | 9                  | 1                  |             | -           | -           | 158    | 7      |

### Cronologia presenze e reti in nazionale
| Cronologia completa delle presenze e delle reti in nazionale ― Slovenia | Cronologia completa delle presenze e delle reti in nazionale ― Slovenia | Cronologia completa delle presenze e delle reti in nazionale ― Slovenia | Cronologia completa delle presenze e delle reti in nazionale ― Slovenia | Cronologia completa delle presenze e delle reti in nazionale ― Slovenia | Cronologia completa delle presenze e delle reti in nazionale ― Slovenia | Cronologia completa delle presenze e delle reti in nazionale ― Slovenia | Cronologia completa delle presenze e delle reti in nazionale ― Slovenia |
| Data                                                                    | Città                                                                   | In casa                                                                 | Risultato                                                               | Ospiti                                                                  | Competizione                                                            | Reti                                                                    | Note                                                                    |
| ----------------------------------------------------------------------- | ----------------------------------------------------------------------- | ----------------------------------------------------------------------- | ----------------------------------------------------------------------- | ----------------------------------------------------------------------- | ----------------------------------------------------------------------- | ----------------------------------------------------------------------- | ----------------------------------------------------------------------- |
| 14-11-2016                                                              | Breslavia                                                               | Polonia                                                                 | 1 – 1                                                                   | Slovenia                                                                | Amichevole                                                              | -                                                                       |                                                                         |
| 10-1-2017                                                               | Abu Dhabi                                                               | Arabia Saudita                                                          | 0 – 0                                                                   | Slovenia                                                                | Amichevole                                                              | -                                                                       | 46’                                                                     |
| 13-1-2017                                                               | Abu Dhabi                                                               | Slovenia                                                                | 2 – 0                                                                   | Finlandia                                                               | Amichevole                                                              | -                                                                       | Ingresso                                                                |
| 26-3-2022                                                               | Al Rayyan                                                               | Croazia                                                                 | 1 – 1                                                                   | Slovenia                                                                | Amichevole                                                              | -                                                                       | 78’                                                                     |
| 29-3-2022                                                               | Al Rayyan                                                               | Qatar                                                                   | 0 – 0                                                                   | Slovenia                                                                | Amichevole                                                              | -                                                                       |                                                                         |
| 2-6-2022                                                                | Lubiana                                                                 | Slovenia                                                                | 0 – 2                                                                   | Svezia                                                                  | UEFA Nations League 2022-2023 - 1º turno                                | -                                                                       | 64’                                                                     |
| 5-6-2022                                                                | Belgrado                                                                | Serbia                                                                  | 4 – 1                                                                   | Slovenia                                                                | UEFA Nations League 2022-2023 - 1º turno                                | -                                                                       | 79’                                                                     |
| 9-6-2022                                                                | Oslo                                                                    | Norvegia                                                                | 0 – 0                                                                   | Slovenia                                                                | UEFA Nations League 2022-2023 - 1º turno                                | -                                                                       |                                                                         |
| 12-6-2022                                                               | Lubiana                                                                 | Slovenia                                                                | 2 – 2                                                                   | Serbia                                                                  | UEFA Nations League 2022-2023 - 1º turno                                | -                                                                       | 31’ 78’                                                                 |
| 24-9-2022                                                               | Lubiana                                                                 | Slovenia                                                                | 2 – 1                                                                   | Norvegia                                                                | UEFA Nations League 2022-2023 - 1º turno                                | -                                                                       |                                                                         |
| 27-9-2022                                                               | Solna                                                                   | Svezia                                                                  | 1 – 1                                                                   | Slovenia                                                                | UEFA Nations League 2022-2023 - 1º turno                                | -                                                                       | 64’                                                                     |
| 17-11-2022                                                              | Cluj-Napoca                                                             | Romania                                                                 | 1 – 2                                                                   | Slovenia                                                                | Amichevole                                                              | -                                                                       | 70’ 83’                                                                 |
| 20-11-2022                                                              | Lubiana                                                                 | Slovenia                                                                | 1 – 0                                                                   | Montenegro                                                              | Amichevole                                                              | -                                                                       |                                                                         |
| Totale                                                                  |                                                                         | Presenze                                                                | 13                                                                      |                                                                         | Reti                                                                    | 0                                                                       |                                                                         |